# Sopubia ugandensis
Sopubia ugandensis är en snyltrotsväxtart som beskrevs av Spencer Le Marchant Moore. Sopubia ugandensis ingår i släktet Sopubia och familjen snyltrotsväxter. Inga underarter finns listade i Catalogue of Life.